# Fissidens subexasperatus
Fissidens subexasperatus là một loài Rêu trong họ Fissidentaceae. Loài này được Bizot & Dury mô tả khoa học đầu tiên năm 1974.